# 栗栖雪奈
栗栖雪奈（日语：／ Kurisu Yukina，1977年11月10日—），日本女性前演員、藝人。出身於東京都。身高156cm。AB型血。東京都立永山高等學校畢業。

## 簡歷
Petit-Smile所屬，出現在電視節目和遊戲裡。
1996年，在《超重甲戰隊》中首次亮相，飾演鮎川蘭／B-Fighter Tentou。
1998年，作為「Babble Bunny」的成員出道，約1999年離開經紀公司，退出演藝界。

## 演出

### 電視
- MUSIC STATION just fit 相談室（主演）（1995年）
- 超重甲戰隊（1996年—1997年）—飾 鮎川蘭／B-Fighter Tentou
- 超人力霸王迪卡 第42話「少女消失的城市」（1997年）—飾 卡蓮
- 雙胞胎偵探（日语：ツインズな探偵）（1999年）
- 中央競馬Digest（日语：中央競馬ダイジェスト）（富士電視台）

### 廣播節目
- 我的電台之星（節目助理，文化放送）

### 廣告
- 富士通「FMV」
- （1995年）

### 遊戲
- 格鬥天王'97（1997年）—飾 麻宮雅典娜（日语：麻宮アテナ）（聲音演出）[2][3][4]
- 格鬥天王草薙京（1998年）—飾 麻宮雅典娜（聲音演出）

### 廣播劇CD
- NEO-GEO DJ Station SPECIAL ～廣播劇篇～（1997年）—飾 麻宮雅典娜（日语：麻宮アテナ）
- 格鬥天王'97 廣播劇CD ～宿命篇～（1997年）—飾 麻宮雅典娜

## 腳註